# Gurb
Gurb és un municipi de la comarca d'Osona situat a la Plana de Vic fent frontera amb el Lluçanès. També està situat al centre-sud de la regió de l'Alt Ter. La primera menció escrita de Gurb es remunta a la darreria del segle IX (886 d.c). Limita pel nord amb els termes municipals de Manlleu, les Masies de Voltregà i Santa Cecília de Voltregà; per l'oest amb l'altiplà del Lluçanès, Sant Bartomeu del Grau, pel sud i sud-est amb Vic i per l'est amb Folgueroles, Tavèrnoles, les Masies de Roda i Roda de Ter.
La població del municipi habita principalment en masies disseminades. Està format per quatre parròquies: Sant Andreu de Gurb, Sant Cristòfol de Vespella, Sant Julià Sassorba i Sant Esteve de Granollers de la Plana.
El centre de tot aquest terme era el castell de Gurb (841 m), situat al cim del característic turó conegut pel Castell de Gurb o Creu de Gurb, que s'alça darrere mateix de la vella església parroquial de Sant Andreu (563 m).
La capital municipal és el nucli urbà de l'Esperança, que descansa a l'ombra de la Creu, proper a la ciutat de Vic. En els últims anys, el municipi s'ha convertit en una àrea d'expansió industrial de la capital comarcal, amb el naixement i expansió d'empreses de renom gurbetanes com Casa Terradelles.
A Gurb hi ha una escola (Les Escoles) i un institut (SI Gurb).

## Geografia
- Llista de topònims de Gurb (Orografia: muntanyes, serres, collades, indrets..; hidrografia: rius, fonts...; edificis: cases, masies, esglésies, etc).

| Entitat de població    | Habitants (2023) |
| Gurb                   | 2.136            |
| Granollers de la Plana | 272              |
| Vespella               | 185              |
| Sant Julià Sassorba    | 101              |
| Font: Idescat          |                  |

| 1497 f | 1515 f | 1553 f | 1717 | 1787 | 1857  | 1877  | 1887  | 1900  | 1910  |
| ------ | ------ | ------ | ---- | ---- | ----- | ----- | ----- | ----- | ----- |
| 74     | 90     | 94     | 606  | 901  | 2.118 | 1.558 | 1.541 | 1.542 | 1.545 |

| 1920  | 1930  | 1940  | 1950  | 1960  | 1970  | 1981  | 1990  | 1992  | 1994  |
| ----- | ----- | ----- | ----- | ----- | ----- | ----- | ----- | ----- | ----- |
| 1.619 | 1.794 | 1.869 | 1.821 | 1.766 | 1.630 | 1.498 | 1.734 | 1.686 | 1.686 |

| 1996  | 1998  | 2000  | 2002  | 2004  | 2006  | 2008  | 2010  | 2012  | 2014  |
| ----- | ----- | ----- | ----- | ----- | ----- | ----- | ----- | ----- | ----- |
| 1.823 | 1.852 | 1.898 | 1.993 | 2.126 | 2.296 | 2.394 | 2.526 | 2.580 | 2.545 |

| 2016  | 2018  | 2020  | 2022  | 2024  | 2026 | 2028 | 2030 | 2032 | 2034 |
| ----- | ----- | ----- | ----- | ----- | ---- | ---- | ---- | ---- | ---- |
| 2.559 | 2.654 | 2.713 | 2.702 | 2.712 | -    | -    | -    | -    | -    |

## Llocs d'interès
- Castell de Gurb
- Sant Andreu de Gurb
- Ermita de Sant Roc (Gurb)
- Bosc Encantat
- Granollers de la Plana
- Sant Julià Sassorba

## Fills il·lustres
- Francesc Mora Borrell (1827 - 1905), arquebisbe de Monterey - Los Angeles.
- Josep Tarradellas Arcarons (desconeguda - actualitat), president i fundador de Casa Tarradellas.
- Carles Mundó Blanch (1976 - actualitat), advocat, polític i conseller de justícia de la Generalitat de Catalunya.
- Judit Puigdomènech i Roca (1992), cantant i actriu coneguda artísticament com a Ju.